# جکی سیمز
جکی سیمز (انگلیسی: Jackie Simes؛ زادهٔ ۲۰ نوامبر ۱۹۴۲) دوچرخه‌سوار اهل ایالات متحده آمریکا است. وی در بازی‌های المپیک تابستانی ۱۹۶۰، ۱۹۶۴ و ۱۹۶۸ شرکت کرده است.